# Даулинг, Бриджит
Бриджит Даулинг (англ. Bridget Dowling; 3 июля 1891, Дублин — 18 ноября 1969, Лонг-Айленд) — ирландская писательница. Невестка Алоиса Гитлера, а также член семьи Адольфа Гитлера.

## Биография
Бриджит родилась 3 июля 1891 года.
Её детство прошло в Дублине. В 1909 году, во время посещения Дублинской выставки лошадей вместе со своим отцом Уильямом Даулингом, она познакомилась с Алоисом Гитлером-младшим (1882—1956), сыном Алоиса Гитлера (1837—1903) и его второй супруги Франциски Матцельсбергер (1861—1884). При встрече, он утверждал, что является владельцем богатым отеля, путешествующим по Европе, хотя в реальности, он был официантом в дублинском отеле Shelbourne. Вскоре они стали встречаться. Отец Бриджит был против их отношений, но 3 июня 1910 года пара поженилась и сбежала в Лондон и некоторое время жила на Чаринг-Кросс-роуд. Позднее отец всё-таки дал разрешение на брак.
Затем пара поселилась в доме 102 на Аппер Стэнхоуп-стрит в Ливерпуле. В 1911 году родился их единственный ребенок — Уильям Патрик Гитлер (1911—1987). Дом был разрушен во время немецкого авианалёта на Ливерпуль, во время Второй Мировой войны, 10 января 1942 года.
В мае 1914 года, Алоис вернулся в Германию, чтобы открыть свой собственный бизнес. Бриджит отказалась переезжать с ним в Германию, поскольку у него появились склонности к насилию, и он начал бить сына и супругу. Алоис Гитлер оставил семью и женился повторно, не разведясь с Бриджит, совершив тем самым двоеженство. После Первой мировой войны, Бриджит пришло сообщение о смерти мужа. В 1924 году его схема вскрылась, и он был обвинён в двоеженстве, но он избежал осуждения благодаря вмешательству Бриджит. Бриджит вырастила сына одна и в конце концов развелась Алоисом, хотя, будучи католичкой, она была против развода по религиозным соображениям. Она принимала квартирантов в своем доме в Хайгейте, на севере Лондона.
В 1939 году она сопровождала сына в поездке в Соединённые Штаты, куда его пригласили для чтения лекций о его знаменитом дяде Адольфе Гитлере. После этого Бриджит с сыном решили остаться в США, и она начала писать книгу под названием «Мой зять Адольф», в которой она утверждала, что ее знаменитый зять жил в Ливерпуле с ноября 1912 года по апрель 1913 года, чтобы жить с Бриджит и Алоисом, с целью избежать призыва в армию в Австро-Венгрии. Она также писала, что познакомила Адольфа Гитлера с астрологией, и что именно она посоветовала ему сбрить кончики усов и носить «усы-щёточки». Она не смогла продать свою книгу, и большинство историков отвергли ее работу как вымысел, направленный исключительно на зарабатывание денег.
Нет никаких доказательств того, что Гитлер когда-либо навещал своих родственников в Ливерпуле. Кроме того, профессор Роберт Уэйт опроверг утверждения о том, что Адольф Гитлер когда-либо встречался с ней, а также другие части её книги в приложении к своей работе: «Психопатический Бог: Адольф Гитлер» .
По словам Дэвида Гардинера, Бриджит Даулинг однажды даже призналась своей невестке, что книга полностью выдумана. Тем не менее, история визита Адольфа Гитлера в Ливерпуль оставалась широко известной и стала темой романа Берил Бейнбридж «Молодой Адольф» (1978) и комикса Стива Йоуэлла «Новые приключения Гитлера» (1989).
После войны Бриджит Даулинг поселилась на Лонг-Айленде со своим сыном. Она скончалась там 18 ноября 1969 года и была похоронена на кладбище Гроба Господня в Кораме. Там же был похоронен её сын, который умер в 1987 году.